# 후쿠시마 방송
후쿠시마 방송(일본어: 株式会社 福島放送, 영어: Fukushima Broadcasting Co., Ltd.)은 1981년 10월 1일, 후쿠시마현의 3번째 민영 TV 방송국으로 개국하였다. 그리고 약칭은 KFB, 콜사인은 JOJI-DTV이다.

## 연혁
- 1981년 2월 4일 : 회사 설립.

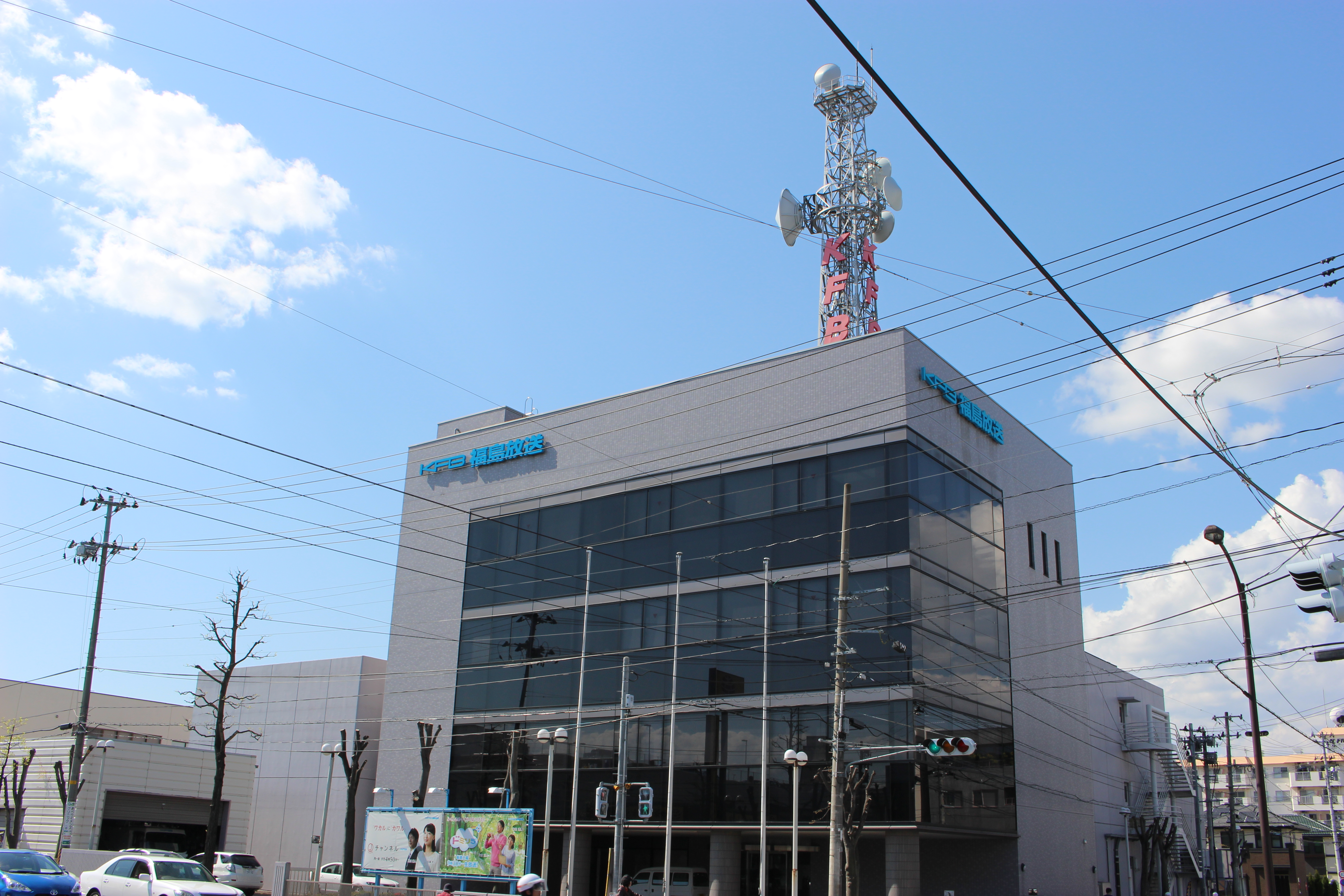
후쿠시마 방송

- 1981년 10월 1일 : 후쿠시마현 3번째 민영 텔레비전 방송국으로서 개국. (이 때 음성다중방송이 실시됨)
- 2006년 6월 1일 : 지상 디지털 텔레비전 방송 개시.
- 2012년 3월 31일 : 지상파 아날로그 텔레비전 본방송 종료.

## 후쿠시마 현의 ANN 계열국 변천사
원래 후쿠시마 현의 ANN·TV아사히 계열 방송은 1970년 개국한 후쿠시마 중앙 TV(FCT)였다.
당시 아사히 신문이 아사히계 텔레비전 네트워크를 구축하기 위해서 일본 각지의 UHF방송국 개국 신청을 실시해 많은 지방에서 크로스 네트워크 형태로 아사히계열 텔레비전 방송국이 개국했다.FCT도 요미우리 신문자본이 있었으면서 일단은 아사히계열 텔레비전 방송국으로서 ANN에도 가맹하고 있었다.

그렇지만, FCT는 1971년 후지 TV와 크로스 넷 관계를 끊고 새로 니혼 TV와 크로스 넷관계를 맺게되었고 그 결과 상대적으로 FCT에 대한 아사히계열의 발언력이 약해져 아사히는 신 방송국 개설 신청을 하게 되었다.

## 보충 서술
- 후쿠시마현에 3·4번째 방송국 주파수 할당이 정해졌을 때, 4번째로 개국할 도쿄 방송 계열 방송국 이름을 후쿠시마 방송으로 한다고 하는 조건으로 TV 아사히의 계열국이 3번째로 개국하게 되었다. 그러나, 방송사업자 신청시 "후쿠시마 아사히 방송"이란 이름이 각하 되었기 때문에, 결국 3번째 방송국의 이름을 후쿠시마 방송으로, TBS계열이 된 4번째 방송국의 이름을 TV-U 후쿠시마(TUF)로 결정해 개국했다는 에피소드가 있다.
- 아사히 신문사가 고리야마를 중심으로 한 "현민 텔레비전 운동"과 깊은 관련이 있었기 때문에 FCT 및 KFB의 본사는 고리야마시에 있다.
- 개국당시부터 얼마동안 자사제작 프로그램에 힘을 쓰고 있었지만 개국 당시 연발된 이벤트 실패에 의한 고액의 적자해소문제와 디지털화에 의한 경영 자원의 집중화 방침에 의해 자사제작 프로그램은 중단되었다.
- 고리야마 쪽의 취재가 많이 들어오기 때문에 후쿠시마 쪽에서 비판할 때가 오히려 더 많다.

## 후쿠시마현에 있는 다른 텔레비전·라디오 방송국
- NHK 후쿠시마 방송국
- 후쿠시마 중앙 TV(FCT)(니혼 TV 계열)
- TV-U 후쿠시마(TUF)(도쿄 방송 계열)
- 후쿠시마 TV(FTV)(후지 TV 계열)
- 라디오 후쿠시마(RFC)(JRN·NRN 계열)
- FM후쿠시마(JFN 계열)